# 美叶苏铁
澤米苏铁（学名：Zamia furfuracea），又名美叶凤尾蕉、鱗秕澤米，为澤米鐵科澤米屬下的一个种。

## 形態
植物丛生，常綠，茎撑球状，叶为中型羽状复叶，簇生于茎顶，小叶为卵状椭圆形。平展的羽狀複葉長20至100厘米，厚革質的葉片長圓形至倒卵狀長圓形，翠綠而光亮，堅硬，頂端鈍尖，基部漸狹，葉邊緣具細齒，背面密被鱗秕。雄雌异株，雄球花為圓柱形，灰綠色，6月初開花。雌球花為圓柱形，長15至25厘米，直徑6至7厘米，被有淡褐色絨毛，6月初開花。

## 分佈
澤米蘇鐵原產墨西哥東南韋拉克魯斯州，現廣泛被人工栽培到世界各地。

## 种植
属强阳性植物，喜温暖、干燥和有良好通风的环境。生长缓慢，适应能力强，耐干旱，不喜欢积水。在新叶生长时，必须放到室外，保证其充足的阳光和肥料，不然会对新叶的成长造成极大的不利。越冬时温度要10℃以上。分株或播种时将种皮削掉一部分可提高其发芽率。

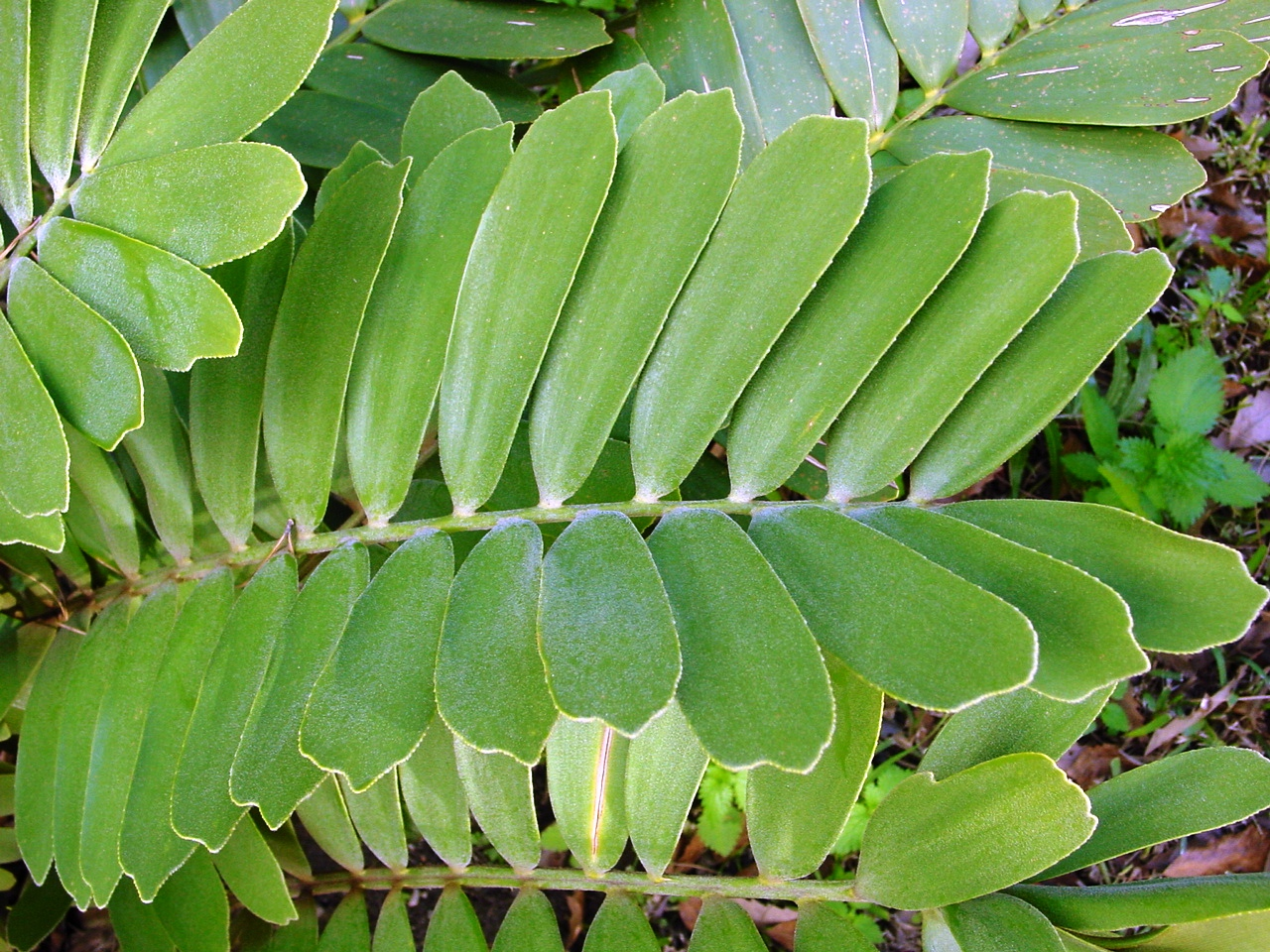
泽米的叶子

## 扩展阅读
- 維基物種上的相關：澤米蘇鐵